# Bioaccessibilité
La notion de bioaccessibilité (dans le tractus digestif, via la muqueuse buccale, et les systèmes gastriques et/ou gastro-intestinaux) est utilisée dans les domaines de la toxicologie et de l'écotoxicologie, de l'alimentation ou de la médecine, en complément du concept de biodisponibilité (ces deux expressions ne sont pas synonymes).
Selon le contexte, on parle de 
- bioaccessibilité de molécules utiles (médicaments, minéraux[1] et d'autres micronutriments) [2]; 
Dans le domaine de l'alimentation, la R&D vise notamment à améliorer la bioaccessibilité de certains nutriments[3].
- de bioaccessibilité de substances toxiques (polluant du sol ou substances indésirables dans les aliments), etc.[4].

## Eléments de définition (pour l'être humain)
Pour un composé donné, la biodisponibilité (fraction ayant passé les barrières biologiques), peut être approchée notamment par la « bioaccessibilité » (« fraction libérée dans les sucs gastro- intestinaux humains et donc disponible pour absorption »).
Ce paramètre appliqué en tant que facteur correctif de la concentration totale, permet une estimation plus réaliste de l’exposition. Il améliore ainsi l’estimation des niveaux de risques et permet de proposer des actions mieux proportionnées.
En France, selon l’INERIS et l’InVS la bioaccessibilité est définie comme suit 

« La fraction bioaccessible par voie orale d’un polluant présent dans une matrice (ex. : nourriture, terre ingérée, eau, etc.) est la fraction massique du polluant qui est extraite de la matrice et mise en solution par l’action mécanique (mastication, péristaltisme gastro-intestinal) et chimique (salive, sécrétions gastriques, bile, enzymes pancréatiques, etc.) du passage dans le tractus gastro-intestinal. 
La fraction bioaccessible du polluant présent dans la terre ou les poussières peut se définir comme le ratio de la dose extraite sur la dose totale administrée. Lorsqu’elle n’est pas déterminée par rapport à une référence, elle est appelée bioaccessibilité absolue. »

La Bioaccessibilité absolue d'un polluant est un pourcentage calculé en multipliant la « Dose extraite de la matrice (terre, sédiment ingéré...) par les fluides digestifs » par 100 et en divisant le résultat par la « Dose administrée ou ingérée ».
Seule la partie qui traversera les muqueuses de la bouche et du tube digestif (« barrière intestinale ») et qui sera disponible dans le sang ou l'organisme sera prise en compte pour le calcul de la fraction biodisponible par voie orale du même polluant. Pour certaines molécules, même quand le polluant passe dans le flux sanguin, une partie peut être rapidement éliminée du corps, via les reins par exemple.
Une limite à cette approche est qu'elle ne tient pas compte d'éventuelles synergies entre polluants ou avec d'autres molécules, ni du fait que chez l'homme et certains animaux de compagnie, la cuisson et la préparation (recettes) des aliments a aussi un impact très important sur la bioaccessibilité de certains toxiques (et nutriments) qu'ils contiennent. D'autre part les tests utilisent des animaux en bonne santé, ne reflétant pas nécessairement l'état d'un organisme exposé à une pollution chronique ou à plusieurs polluants.

## Mesure
Les lacunes sur les données de biodisponibilité ou de bioaccessibilité orales émanant de la littérature impliquent qu'il est « recommandé d’utiliser en priorité des valeurs de bioaccessibilité mesurées dans les matrices prélevées sur le site d’étude et selon des protocoles validés, et spécifiques du milieu d’exposition ». En 2017, seuls trois métaux (arsenic, cadmium et plomb) et quelques polluants organiques étaient suffisamment documentés concernant l'ingestion.
Les données disponibles montrent une grande variabilité des valeurs de bioaccessibilité, par exemple selon le type de sol, son histoire et sa lithologie. Les VTR résultant de l’expertise de l’INERIS sont disponibles sur le portail substances chimiques de l’INERIS 
La mesure se fait généralement en laboratoire à partir de mesure in vivo sur le modèle animal (avec un animal au système digestif proche de celui de l’homme, tel que le porcelet ou le singe), ce qui peut soulever des questions éthiques, et/ou de test in vitro (extraction séquentielle de l’élément étudié contenu dans le sol). De nombreux tests ont été créés depuis le début des années quatre-vingt-dix, décrits dans la littérature scientifique.
On distingue deux types de protocoles de mesure :
1. les « protocoles non-physiologiques » (extraction simple de l’élément à partir du sol) ;
2. les « protocoles physiologiques », qui cherchent à imiter les conditions physiologiques de la digestion (généralement basés sur une première extraction par un acide simulant les conditions acides de l’estomac ; suivie d'une extraction proche de la neutralité simulant les conditions intestinales[4].

Certains tests comportent une phase initiale simulant le contact de la matrice avec la salive.
Le nombre de compartiments digestifs simulés, le ratio solide/liquide, ainsi que la durée de contact entre la matrice (sol pollué) et les extractants varient selon les tests, de même que les conditions de pH utilisées.
Il existe une « norme » produite par la commission de normalisation internationale ISO relative à ces test (ISO/DIS 17924-1).
En Europe, un groupe de recherche dit « BARGE » (Bioaccessibility research group in Europe) regroupant des laboratoires et instituts de recherche, a créé un test unique et reproductible de mesure de la bioaccessibilité des métaux lourds et métalloïdes ; basé sur les trois phases physiologiques digestives (buccale, stomacale et intestinale).

### Valeurs de bioaccessibilité
Elles varient beaucoup selon le type de sol, selon le métal et/ou le métalloïde considéré (avec de possibles synergies entre eux et avec d'autres polluants) mais aussi en fonction de l'historique de contamination du site.

### Dans l'air
Les particules et poussières de ré-envols de sols et surfaces contaminés sont des sources de contamination parfois très importantes, notamment susceptibles de contaminer ou décontaminer les surfaces foliaires, les plantes et les animaux herbivores et/ou se léchant le pelage.
L’INERIS a aussi mis au point un protocole in vitro de bioaccessibilité simulant le processus d’inhalation (projet BIOHEALTH - Health effects of particulate emissions from small scale biomass combustion) :  les particules sont mises en contact d'une solution de Gamble durant 24 heures (à 37 °C), le Gamble simulant le surfactant pulmonaire et les processus physiologiques, dont en termes de ratio solide/liquide ; il a par exemple servi à étudier la bioaccessibilité du nickel, de l’arsenic, du cadmium et du plomb en suspension dans l'air, montrant que pour les échantillons d’air testés, le nickel est particulièrement bioaccessible (> à 50 %) alors que les trois autres métaux le sont de manière variable selon la source et nature (spéciation) des particules de l'échantillon (5 à 80 %).